# Фоторезистор

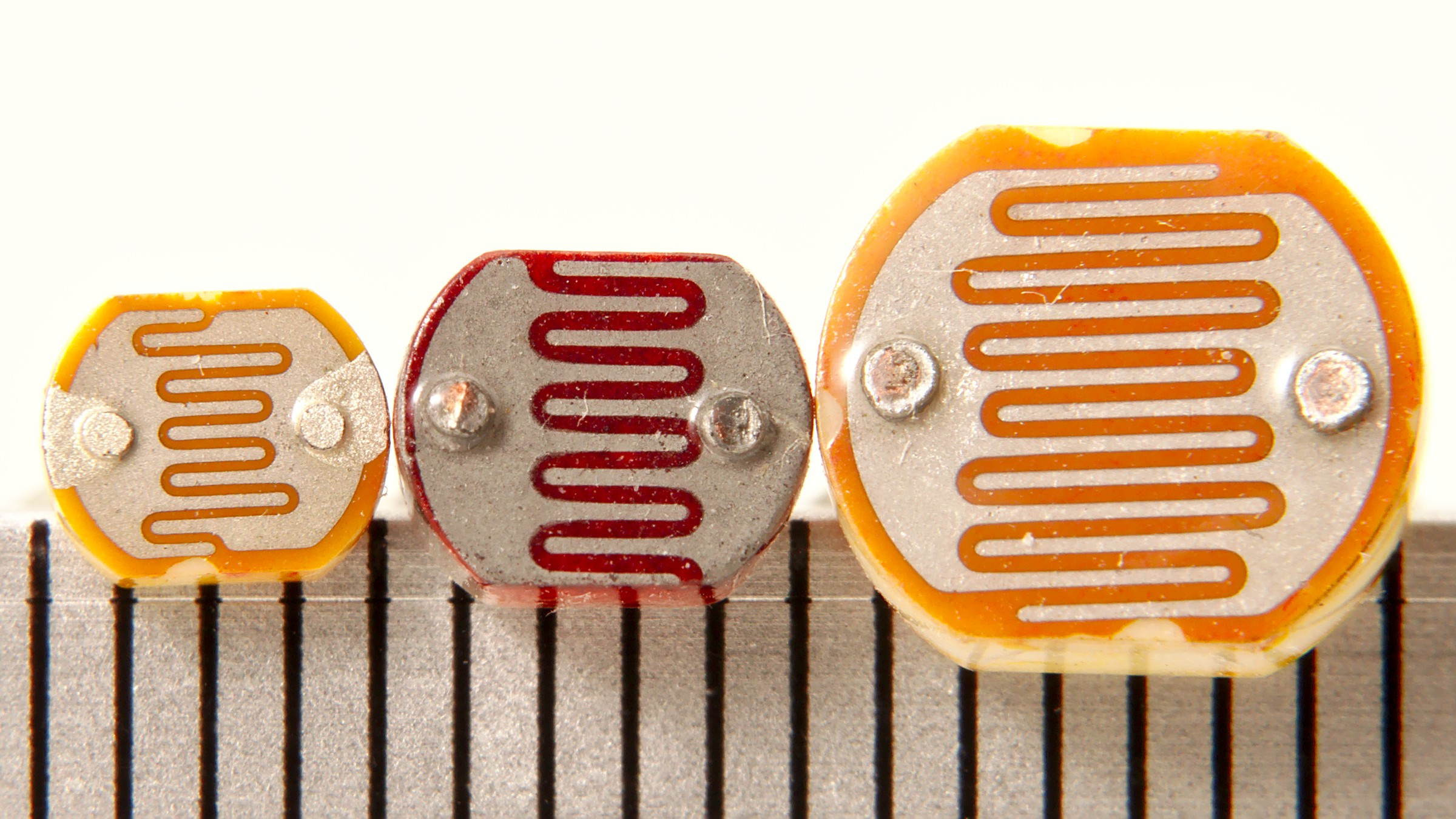
Три фоторезистора різних розмірів (шкала у мм).

Позначення фоторезистора на електричних схемах.

Фоторези́стор — фотоелектричний напівпровідниковий приймач +- випромінювання, принцип дії якого ґрунтується на ефекті фотопровідності — явищі зменшення опору напівпровідника у разі збудження носіїв заряду світлом. Характеризується однаковою провідністю незалежно від напрямку протікання струму.
Найпопулярнішим напівпровідником для виготовлення фоторезисторів є сульфід кадмію (CdS).

## Конструктивні особливості
Фоторезистори є менш світлочутливими за фотодіоди чи фототранзистори, оскільки два останніх є справжніми напівпровідниковими приладами, у той час як фоторезистор є пасивним компонентом і не має p-n-переходу. Фотоопір (електричний опір) будь-якого фоторезистора може змінюватися у широких межах у залежності від температури навколишнього середовища, що робить їх непридатними для застосувань, що вимагають точного вимірювання або чутливості до світла.
Для фоторезисторів також характерна деяка затримка між дією світла і наступною зміною опору, значення якої, як правило, складає близько 10 мс. Час затримки за переходу від освітлених до темних середовищ, є навіть ще більшим, і часто досягає 1 секунди. Ця властивість робить фоторезистори непридатними до вимірювання об'єктів, які швидко блимають, але іноді вони використовується задля згладжування реакції стиснення аудіосигналу.

## Застосування
Фоторезистори застосовуються у фотореле, які автоматично вмикають вуличне освітлення в сутінках, на турнікетах метро тощо.